# Sollevamento pesi ai Giochi della XXVIII Olimpiade - 69 kg femminile

## Risultati
| Pos | Atleta                  | Nazione       | Strappo (kg) | Slancio (kg) | Totale (kg) |
| --- | ----------------------- | ------------- | ------------ | ------------ | ----------- |
| 1   | Liu Chunhong            | Cina          | 122.5        | 152.5        | 275.0       |
| 2   | Eszter Krutzler         | Ungheria      | 117.5        | 145.0        | 262.5       |
| 3   | Zarema Kasaeva          | Russia        | 117.5        | 145.0        | 262.5       |
| 4   | Slavejka Ružinska       | Bulgaria      | 115.0        | 135.0        | 250.0       |
| 5   | Vanda Maslovs'ka        | Ucraina       | 110.0        | 135.0        | 245.0       |
| 6   | Milena Trendafilova     | Bulgaria      | 105.0        | 132.5        | 237.5       |
| 7   | Madeleine Yamechi       | Camerun       | 105.0        | 130.0        | 235.0       |
| 8   | Ubaldina Valoyes-Cuesta | Colombia      | 105.0        | 127.5        | 232.5       |
| 9   | Irene Ajambo            | Uganda        | 60.0         | 90.0         | 150.0       |
| —   | Kang Mi-suk             | Taipei cinese | 100.0        | —            | DNF         |
| —   | Sibel Şimşek            | Turchia       | —            | —            | DNF         |